# Musa Dolu
Musa Dolu (* 24. September 1993 in Ovacık) ist ein türkischer Fußballspieler.

## Karriere
Dolu spielte in seiner Jugend bei Damlaspor, dort wurden die Scouts von Galatasaray Istanbul auf ihn aufmerksam und verpflichteten ihn. 2012 wurde er dann an Tavşanlı Linyitspor verkauft, wo er zunächst in der zweiten Mannschaft gespielt hat, für die er 19 Spiele bestritt. Anschließend konnte er sich als Stammspieler etablieren. Vor Beginn der Saison 2016/17 wechselte er zu Bodrumspor.